# 臨清市
臨清市（りんせい-し）は中華人民共和国山東省聊城市に位置する県級市。かつて清河が近くを流れていたことから臨清と名づけられた。市の総面積は955平方km、人口は約72万人（1999年の調査では709,328人）で、うち市区人口は143,000人（2000年1月現在）。
古来、大運河に面した交通の要衝として、商業の街として栄えてきた。日中戦争当時の国民党軍の勇将・張自忠や文学者・季羨林らの出身地でもある。

## 地理
臨清市は山東省西部、黄河下流の沖積平野に位置し、地勢は平坦で西南から東北に向けて傾斜しており、海抜は29mから38mの間になる。古代から黄河の洪水の影響を受け、低い丘や窪地が交錯する微地形が形成されてきた。
臨清市は温暖湿潤気候に属し、年平均気温は12.8度であるが、これまでの最高気温は41.4度、最低気温は-22.1度と差が大きい。年平均降水量は590.4mmで、南風および偏南風が年間を通して吹く。無霜期は1年で平均205日。
市域内を流れる主な河川には衛河、京杭大運河、古運河、馬頬河がある。

## 歴史
前漢により設置された清淵県を前身とするを。清淵県は巨鹿郡に属し、後には魏郡に属した。三国時代の魏、および西晋の時期には冀州陽平郡に属している。五胡十六国時代には後趙が支配し、330年（建平元年）には臨清県と改められ現在まで使用されている。唐朝は772年（大暦7年）に臨清県を廃止し永済県に統合、毛州・瀛州・貝州により管轄された。宋代から金代にかけては大名府などに、元代には中書省（腹裏）濮州に、明代には山東省布政使司東昌府に属し、1489年（弘治2年）には臨清県より臨清州に昇格した。
隋が築いた大運河はこの地に繁栄をもたらした。明清代の臨清州は京杭大運河沿いの漕運の中心で、繁華な商業都市であった。さらに織物やレンガなどの生産を行う工業都市でもあり、紫禁城などの建設に用いられたレンガもここから運ばれた。また明代には臨清は全国16大都市のひとつに数えられている。現在の臨清に残る仏塔やモスク、運河の関所などの史跡の多くは明代にさかのぼる。
中華民国が建国されると、1912年（民国元年）の州制廃止に伴い臨清は再び県となり、まず済西道に、次いで東臨道、徳臨道に属した。1945年9月に中国共産党による実効支配が始まると冀南行署第一専署の下に臨清県および臨清市（県中心部に分割設置）が設置された。中華人民共和国の建国当時は臨清県及び臨清市は河北省邯鄲の管轄とされたが、1952年11月の行政区画変更により山東省徳州専区に属し同年12月には聊城専区に移管されている。1958年に臨清県と臨清市を統合し新たな臨清市とされたが、1963年に再び臨清県とされている。1983年に県級市の臨清市が設置され現在に至っている。

## 経済
市内には105万1,100畝の農地があり、主な農作物はコムギ、トウモロコシ、綿花、梨など。特に綿花栽培の歴史が長く、「棉郷」の呼び名があり、中国の優質綿基地のひとつになっている。
工業は軽紡績と機械工業が中心で、タバコ、製薬、発電、建材、食品、皮革、製紙、化学工業などもある。

## 交通
交通は至便で、北京と香港を結ぶ京九鉄路、および内陸水運の幹線である京杭大運河が市を南北に貫き、省級幹線道路が東西を貫く。

## 行政区画
- 街道：青年路街道、新華路街道、先鋒路街道、大辛荘街道
- 鎮：松林鎮、老趙荘鎮、康荘鎮、魏湾鎮、劉垓子鎮、八岔路鎮、潘荘鎮、煙店鎮、唐園鎮、金郝荘鎮、戴湾鎮、尚店鎮

## 名所
- 舎利宝塔: 臨清磚塔とも。明代末期の万暦年間（1611年）に建てられた高い仏塔。県城の北、大運河の東岸にある。高さ61mの八角八面九層のレンガ造りの塔で、塔の内部には木の心柱が貫く。かつて運河を行く船の灯台がわりともなった。
- 清真寺: 明の嘉靖年間にはすでにあったイスラム教のモスク。衛運河の東岸にあり広い面積に数々の建物が立ち並び、中国十大清真寺の一つに数えられる。
- 運河鈔関: 明の宣徳四年（1429年）に建設された鈔関（運河を通る船から徴税するための機関）。中国の八大鈔関の一つに数えられ、明の万暦年間には八大鈔関の首位となり全国の課税額の4分の1を徴収した。鈔関のうち現存する唯一のもので、全国重点文物保護単位に指定されている。
- 五様松: 東郊の陳墳村の北にある古い松柏の林。明の永楽年間に植えられたもので、葉の形状が竹篾・米粒・喇叭・針・刺の五つあることから俗にゴヨウマツ（五様松）と呼ばれるようになった。
- 龍山: 山東省の西北の広大な平原の中にぽつんと建っている、この地方唯一の人工の山。明の永楽十五年（1417年）に大運河の一部として開鑿された会通河から出た土砂を積み上げて作られ、以後運河や川の浚渫で出た土もここに積み上げられた。